# Touriya Jabrane
Touriya Jabrane (tiếng Ả Rập: ثريا جبران– sinh Saadia Kraytif tiếng Ả Rập: السعدية قريطيف; 16 tháng 10 năm 1952, Casablanca) là một đạo diễn, diễn viên và chính trị gia người Ma-rốc. Từ năm 2007 đến 2009, bà giữ vị trí Bộ trưởng Bộ Văn hóa trong nội các của Abbas El Fassi.